# A. C. Grayling
Anthony Clifford ou AC Grayling (Luanshya (Império Britânico), 3 de abril de 1949, é um filósofo, escritor, fundador e primeiro mestre do New College of the Humanities (NCH) em Londres e membro supranumerário do St Anne's College, Oxford.
Grayling é autor de cerca de 30 livros sobre filosofia, incluindo The Refutation of Scepticism (1985), The Future of Moral Values (1997), The Meaning of Things (2001), The Good Book (2011), e The God Argument (2013). Ele é administrador da Biblioteca de Londres e participante da Royal Society of Literature e da Royal Society of Arts.
Graylig também é diretor e colaborador do Prospect Magazine e vice-presidente da Associação Humanista Britânica. Seus principais interesses acadêmicos são em Epistemologia, Metafísica e Lógica Filosófica. Ele descreveu a si mesmo como "um homem de esquerda" e está associado na Grã-Bretanha com o novo movimento ateísta, e, às vezes, é descrito como o "Quinto Cavaleiro do Novo Ateísmo". Ele aparece nos meios de comunicação britânicos discutindo filosofia.

## Juventude e Educação
Grayling nasceu e foi criado em Luanshya, Rodésia do Norte (atual Zâmbia), dentro da comunidade expatriada Britânica, enquanto o pai dele trabalhava para o Standard Chartered Bank. Ele participou de várias escolas de embarque, incluindo o Falcon College, em Zimbabwe, da qual fugiu após ser chicoteado. A primeira exposição à escrita filosófica foi aos 12 anos, quando encontrou uma tradução em Inglês do Cármides, um dos diálogos de Platão, em uma biblioteca local. Aos 14 anos, ele leu a História da Filosofia do biógrafo G.H. Lewes (1846), que confirmou a ambição por estudar filosofia. Das citações, ele disse que a filosofia "sobrepôs a ordem na leitura aleatória que o havia precedido, e estabeleceu-se como minha vocação".
Grayling teve três irmãos. Quando ele tinha 19 anos, a irmã mais velha Jennifer foi assassinada em Joanesburgo. Ela tinha nascido com danos cerebrais e depois de passar por uma cirurgia no cérebro, com a idade de 20, teve problemas de personalidade que levaram-na a vários comportamentos considerados como impróprios e a um casamento prematuro. Ela foi encontrada esfaqueada e morta em um rio, logo após o casamento. Quando seus pais foram identificá-la, a mãe teve um ataque cardíaco e morreu. Grayling disse que lidou com esse infortúnio se tornando um trabalhador compulsivo.
Na adolescência, ele foi para a Inglaterra e passou três anos na Universidade de Sussex. Embora apreciasse a intenção de educar generalistas, ele queria ser um estudioso, portanto. Além do Bacharelado da Sussex, ele também completou um extra em filosofia na Universidade de Londres. Ele passou a obter um mestrado na Sussex, em seguida, participou do Magdalen College, Oxford, onde foi ensinado por P.F. Strawson e A.J. Ayer, obtendo o doutorado em 1981, com uma tese sobre "O ceticismo epistemológico e os argumentos transcendentais".

### Carreira
Grayling lecionou filosofia no St. Anne College, Oxford, antes de assumir o cargo em 1991, no Birkbeck, Universidade de Londres. No Birkbeck, em 1998, tornou-se um leitor de Filosofia, e professor em 2005. Ele se demitiu do Birkbeck, em junho de 2011, para tornar-se o primeiro mestre da New College of the Humanities. Tratava-se de uma faculdade de graduação independente de Londres. Ele é membro supranumerário do St. Anne College, Oxford. Grayling também presidiu o Conselho de Juízes para o Prêmio Booker em 2014.

## Advocacia Pública
Para Grayling, o trabalho sobre problemas técnicos é apenas um aspecto da filosofia. Outro aspecto, um que tem estado no centro do lugar da filosofia da história e tem aplicação mais imediata para a vida diária: "Como se deve viver?", as questões de ética, que giram sobre o que Grayling chama de 'a grande questão socrática'. Em busca do que ele descreve como "contribuir para a que sociedade tenha conversas com si mesma sobre as possibilidades de uma boa vida em boas sociedades". Grayling escreve amplamente sobre questões contemporâneas, incluindo crimes de guerra, legalização das drogas, eutanásia, secularismo e direitos humanos. Ele articulou posições sobre ética humanista e sobre a história e a natureza dos conceitos de liberdade aplicada na vida cívica. Em apoio a sua crença de que o filósofo deve participar do debate público, ele traz essas perspectivas filosóficas para as questões do dia em seu trabalho como escritor e comentarista de rádio e televisão.
Entre suas contribuições para a discussão sobre a religião na sociedade contemporânea, ele argumenta que há três questões distintas, embora estejam naturalmente ligadas:
(a) um debate metafísico sobre o que o universo contém; como negar que ele contém agentes sobrenaturais de qualquer tipo; isso faz dele um ateu;
(b) um debate sobre a base da ética; tomar o mundo como sendo um reino natural composto de leis naturais exige que a humanidade pense por si mesma sobre o certo e o bom, com base em nossa melhor compreensão da natureza humana e da condição humana; isto faz dele um humanista;
(c) um debate sobre o lugar dos movimentos religiosos e organizações do domínio público; como Grayling argumenta que estes devem ver a si mesmos como organizações da sociedade civil em pé de igualdade com os sindicatos e outras ONGs, com todo o direito de existir e de ter uma palavra a dizer, mas não mais certo do que qualquer outro, o interesse de grupos auto-selecionados e auto-constituídos
Sobre este último ponto, a visão de Grayling é que, por razões históricas, as religiões têm um lugar exagerado no domínio público fora de qualquer proporção com o número de seus seguidores ou os seus méritos intrínsecos, de modo que a sua voz é influenciada e amplificada desproporcionalmente: com o resultado que eles podem distorcer tais assuntos como política pública (por exemplo, sobre o aborto) investigação científica e educacional (por exemplo, sobre as células-tronco ou o ensino de evolução). Ele argumenta que ganhar os debates metafísicos e éticos, devemos diminuir os problemas associados com (c) nas sociedades ocidentais mais avançadas, até mesmo os EUA. Ele vê o seu próprio contributo como importante para a promoção da compreensão da ética humanista decorrente da tradição filosófica.
Entre 1999 e 2002 Grayling escreveu uma coluna semanal no The Guardian chamado "The Last Word", no qual ele voltou sua atenção para um tema diferente a cada semana. Nessas colunas, que também cria a base de uma série de livros para um grande público, começando com o The Meaning of Things em 2001, Grayling deu o básico de filosofia disponível para o público leigo. Ele foi colaborador regular do blog do The Guardian "Comment is Free", e escreve colunas para, entre outras, a Prospect Magazine e New Scientist.
Grayling é credenciado com o Conselho de Direitos Humanos das Nações Unidas, e é um patrono da British Humanist Association, um Membro Honorário da National Secular Society, patrono das Forças Armadas Britânicas e curador da Biblioteca de Londres. Ele também é membro da diretoria da Sociedade de Autores. Em 2003, ele foi juiz do Booker Prize. Em 2005, Grayling debateu com o filósofo Cristão William Lane Craig sobre se Deus pode existir em um mundo mau.
O livro de Grayling sobre a ofensiva aérea estratégica aliada na Segunda Guerra Mundial, onde ele fala do bombardeio dos Aliados na Segunda Guerra Mundial (2006) foi bem recebido como um contributo para o debate sobre a ética da guerra. Em setembro de 2010, Grayling foi uma das 55 figuras públicas que enviaram uma carta ao The Guardian expressando sua oposição ao Papa Bento XVI e sua visita de Estado ao Reino Unido. Em agosto de 2014, Grayling foi uma das 200 figuras públicas que foram signatárias a uma carta ao The Guardian contrários a independência escocesa no período que antecedeu o referendo de Setembro sobre essa questão. [16]

## Vida Pessoal
Grayling vive em Peckham com sua esposa, a romancista Katie Hickman. Eles têm uma filha, Madeleine, e um enteado, Lucas, ambos frequentando intercâmbio. Grayling também tem dois filhos adultos de seu primeiro casamento.

## Cargos Ocupados
- Membro da Royal Society of Literature
- Membro da Royal Society of Arts
- Membro do World Economic Forum (2000–2004)
- Membro do conselho editorial da Reason in Practice and Prospect
- Enviado pela British Academyao Institute of Philosophy da Chinese Academy of Social Sciences (1986)
- Diretor da Sino-British Summer School in Philosophy, em Pequim (1988, 1993)
- Membro do Institute of Philosophy da Academy of Sciences, na República Tcheca (1994 e 1996)
- Leverhulme Trust Research Fellowship (1998)
- Secretário Honorário da Aristotelian Society (1993–2001)
- Gifford Lecturer da University of Glasgow (2005)
- Membro Honorário da National Secular Society
- Patrono da British Armed Forces Humanist Association UK Armed Forces Humanist Association (UKAFHA)
- Representante do Conselho das Nações Unidas por direitos humanos pela International Humanist and Ethical Union
- Vice-presidente da British Humanist Association. Em junho de 2011 anunciou que não seria mais Presidente da BHA.[18]
- Membro do C1 World Dialogue group sobre relações entre o Islã e o Ocidente

## Publicações
- An Introduction to Philosophical Logic (1982). ISBN 0-389-20299-1
- The Refutation of Scepticism (1985). ISBN 0-7156-1922-5
- Berkeley: The Central Arguments (1986). ISBN 0-7156-2065-7
- Wittgenstein (1988). ISBN 0-19-287676-7
- com Susan Whitfield. China: A Literary Companion (1994). ISBN 0-7195-5353-9
- (ed). Philosophy: A Guide Through the Subject (1995). ISBN 0-19-875156-7
- Russell (1996). ISBN 0-19-287683-X
- The Future of Moral Values (1997), ISBN 0-297-81973-9
- Philosophy 2: Further Through the Subject (1998). ISBN 0-19-875179-6, ed.
- The Quarrel of the Age: The Life and Times of William Hazlitt (2000). ISBN 0-297-64322-3
- The Meaning of Things: Applying Philosophy to Life (2001). ISBN 0-297-60758-8
  - publicado nos EUA como Meditations for the Humanist: Ethics for a Secular Age.
- The Reason of Things: Living with Philosophy (2002). ISBN 0-297-82935-1
  - publicado nos EUA como Life, Sex, and Ideas: The Good Life Without God.
- Russell: A Very Short Introduction (2002).  ISBN 0192802585
- What Is Good?: The Search for the Best Way to Live (2003). ISBN 0-297-84132-7
- The Mystery of Things (2004). ISBN 0-297-64559-5
- The Art of Always Being Right (2004). ISBN 1-903933-61-7 [Edited T. Bailey Saunders' translation of Schopenhauer's essay The Art of Being Right]
- Descartes: The Life of René Descartes and Its Place in His Times (2005). ISBN 0-7432-3147-3
- The Heart of Things: Applying Philosophy to the 21st Century (2005). ISBN 0-297-84819-4
- The Form of Things: Essays on Life, Ideas and Liberty in the 21st Century (2006). ISBN 0-297-85167-5
- com Andrew Pyle and Naomi Goulder (eds). The Continuum Encyclopedia of British Philosophy (2006), ISBN 1-84371-141-9
- Among the Dead Cities: The History and Moral Legacy of the WWII Bombing of Civilians in Germany and Japan (2006). ISBN 0802714714
- com Mick Gordon. On Religion (2007).
- Against All Gods: Six Polemics on Religion and an Essay on Kindness (2007). ISBN 978-1-84002-728-0
- Truth, Meaning and Realism: Essays in the Philosophy of Thought (2007). ISBN 978-0-8264-9748-2
- Towards The Light (2007). ISBN 978-0-8027-1636-1
  - publicado nos EUA como Towards the Light of Liberty.
- The Choice of Hercules (2007).
- Scepticism and the Possibility of Knowledge (2008).
- Ideas That Matter: A Personal Guide for the 21st Century (2009). ISBN 978-0-297-85676-4
- Liberty in the Age of Terror : A Defence of Civil Society and Enlightenment Values (2009).
- To Set Prometheus Free: Essays on Religion, Reason and Humanity (2009). ISBN 978-1-84002-962-8
- Thinking of Answers: Questions in the Philosophy of Everyday Life (2010). ISBN 978-1-4088-0598-5
- The Good Book (2011). ISBN 978-0-8027-1737-5
- Friendship (2013). ISBN 978-0300175356
- The God Argument (2013). ISBN 978-1-62040-190-3
- Among the Dead Cities: Was the Allied Bombing of Civilians in WWII a Necessity or a Crime? (Bloomsbury edition; 2014). ISBN 0-7475-7671-8
- The Challenge of Things: Thinking Through Troubled Times (2015). ISBN 978-1-4088-6461-6
- The Age of Genius: The Seventeenth Century and the Birth of the Modern Mind (2016). ISBN 978-0747599425
- War: An Enquiry (2017). ISBN 978-0300175349
- Democracy and its Crisis (2018). ISBN 9781786072894
- The History of Philosophy (2019). ISBN 9780241304556
- The Good State: On the Principles of Democracy (2020). ISBN 9781786077189
- The Frontiers of Knowledge: What We Know About Science, History and The Mind (2021). ISBN 9780241304563

### Prefácio de outros livros
- Foreword to Shyam Wuppuluri, N. C. A. da Costa (eds.), "Wittgensteinian (adj.): Looking at the World from the Viewpoint of Wittgenstein's Philosophy" Springer — The Frontiers Collection, 2019.